# Leo Little's Big Show
Leo Little's Big Show —en español: "El Gran Show de Leo Little"— es una serie de televisión corta de Disney Channel, con un chico llamado Leo Little (Leo Howard) y su hermana, Amy Little (G. Hannelius), quien conduce un espectáculo desde su habitación familiar acerca de las estrellas de Disney, películas y programas, de una manera muy similar a su predecesor, Mike's Super Short Show. Comenzó a transmitirse el 26 de febrero de 2009, reemplazando Disney's Really Short Report.

## Estrellas invitadas recurrentes
- Emily Osment (episodios 5 y 7)
- Tiffany Thornton (episodios 5 y 9)

## Lista de episodios
| Episodio (Prod. ID) | DVD/Blu-ray                            | Estrellas invitada                                                  | Fecha                    | Enlace Oficial      |  |
| --- | -------------------------------------- | ------------------------------------------------------------------- | ------------------------ | ------------------- |  |
| 1 (101) | Beverly Hills Chihuahua                | Chloe the Dog                                                       | 26 de febrero de 2009    |                     |  |
| •Leo y Amy suponen caminar con el perro Chloe de Beverly Hills Chihuahua, pero su entrevista en su lugar. |                                        |                                                                     |                          |                     |  |
| |                                        |                                                                     |                          |                     |  |
| 2 (102) | Pinocchio Platinum Edition             | Meaghan Jette Martin                                                | 2 de marzo de 2009       | webisodio extendido |  |
| •Martin habla de Pinocchio Platinum Edition y ayuda a doblar la ropa de Leo en un segmento llamado "¡Doblando con las Estrellas!". |                                        |                                                                     |                          |                     |  |
| |                                        |                                                                     |                          |                     |  |
| 3 (103) | Bolt                                   | Marcy (vecina de al lado)                                           | 17 de marzo de 2009      | webisodio extendido |  |
| •Amy se conviete en su hiper vecina de al lado, Marcy, un hámster en humanos (Marcy's) debido a su exceso de emoción de estar en el show. |                                        |                                                                     |                          |                     |  |
| |                                        |                                                                     |                          |                     |  |
| 4 (104) | Bedtime Stories                        | Father                                                              | 27 de marzo de 2009      | webisodio extendido |  |
| •Amy tiene una fractura de tobillo, por lo que su padre le dice a Leo que haga lo que ella dice, muy disgustado. |                                        |                                                                     |                          |                     |  |
| |                                        |                                                                     |                          |                     |  |
| 5 (105) | Dadnapped & Hatching Pete              | Emily Osment, Mitchel Musso, Jason Dolley, Tiffany Thornton         | 30 de abril de 2009      | webisodio extendido |  |
| •Amy precipita a las estrellas durante sus entrevistas y el segmento de "sé que quiero!" |                                        |                                                                     |                          |                     |  |
| |                                        |                                                                     |                          |                     |  |
| 6 (106) | Race to Witch Mountain                 | Alexander Ludwig, AnnaSophia Robb                                   | 27 de julio de 2009      | webisodio extendido |  |
| •Leo y Amy entrevistan a las dos estrellas de Race to Witch Mountain, mientras que todos cuentan sobre la carrera que tienen después del show. |                                        |                                                                     |                          |                     |  |
| |                                        |                                                                     |                          |                     |  |
| 7 (107) | Hannah Montana: The Movie              | Emily Osment, Lucas Till                                            | 11 de agosto de 2009     |                     |  |
| •Leo y Amy hacer un recorrido por la casa con Emily Osment y Lucas Till |                                        |                                                                     |                          |                     |  |
| |                                        |                                                                     |                          |                     |  |
| 8 (108) | The Suite Life on Deck                 | Debby Ryan                                                          | 14 de agosto de 2009     |                     |  |
| •Leo trata de incorporar su tarea de geografía en la entrevista de Debby Ryan, sin ser atrapado. |                                        |                                                                     |                          |                     |  |
| |                                        |                                                                     |                          |                     |  |
| 9 (109) | Sonny With a Chance                    | Tiffany Thornton, Sterling Knight                                   | 20 de agosto de 2009     |                     |  |
| •Leo y Amy aprenden maneras de posar para una próxima foto de escuela de dos de las estrellas de Sonny With a Chance, mientras que discuten el lanzamiento del DVD Sonny With a Chance: Big Break Sonny. |                                        |                                                                     |                          |                     |  |
| |                                        |                                                                     |                          |                     |  |
| 10 (110) | Snow White Diamond Edition             | Disney Fans                                                         | 20 de septiembre de 2009 |                     |  |
| •Leo y Amy van a Walt Disney World para el Desfile Snow White con todo el mundo Leo pensando no está esperando para celebrar su cumpleaños. |                                        |                                                                     |                          |                     |  |
| |                                        |                                                                     |                          |                     |  |
| 11 (111) | Tinker Bell and the Lost Treasure      | Michael Greenholt, Klay Hall, Ellen Jin, Sean Lurie, Ritsuko Notani | 17 de octubre de 2009    |                     |  |
| •Leo y Amy visitar el DisneyToon Studios para conseguir un vistazo detrás de las escenas en Tinker Bell and the Lost Treasure. |                                        |                                                                     |                          |                     |  |
| |                                        |                                                                     |                          |                     |  |
| 12 (112) | Toy Story (W)Rap Up                    | Personajes de Toy Story                                             | 26 de marzo de 2010      |                     |  |
| •Leo y Amy cantan una canción de rap pegadiza para explicar a los espectadores todo sobre Toy Story/Toy Story 2 combo pack DVD/Blu-ray. |                                        |                                                                     |                          |                     |  |
| |                                        |                                                                     |                          |                     |  |
| 13 (113) | Alice in Wonderland                    | Mad Hatter (Leo), March Hare (Leo), Red Queen (Amy)                 | 26 de marzo de 2010      |                     |  |
| •Mientras pasa la aspiradora y busca motas de polvo en la habitación familiar, Amy cae accidentalmente en un agujero oculto detrás del sofá y se encuentra en Wonderland, vestida como Alice, con Leo como el Mad Hatter el March Hare, y ella misma como la Red Queen, todos ellos en una fiesta de té juntos. |                                        |                                                                     |                          |                     |  |
| |                                        |                                                                     |                          |                     |  |
| 14 (114) | Tinker Bell and the Great Fairy Rescue | Disney Fairies                                                      | 2010                     |                     |  |
| •Leo presenta el show, descubriendo que Amy no está. Él encuentra una nota que dice que fue a Disneyland en busca de las hadas y necesita su ayuda. Cuando Leo llega a Disneyland, encuentra a Amy en Pixie Hollow con Tinker Bell y algunas de sus amigas hadas, y descubre que cuando Amy dijo que necesitaba ayuda de Leo, quería decir con sus tareas. 15 Amy canta la canción de hadas, por el mismo DVD/Blu-ray como el último episodio 14, Leo y Amy anuncian el lanzamiento del DVD y Blu-ray de Tinker Bell and the Great Fairy Rescue este es también el último episodio. |                                        |                                                                     |                          |                     |  |